# Saline County (Kansas)
Saline County is een county in de Amerikaanse staat Kansas.
De county heeft een landoppervlakte van 1.864 km² en telt 53.597 inwoners (volkstelling 2000). De hoofdplaats is Salina.